# Filettino
Filettino – wieś i gmina w środkowych Włoszech, w regionie Lacjum, w prowincji Frosinone. Według danych z końca 2010 roku zamieszkują ją 554 osoby.
Miejscowość leży na wysokości 1063 m n.p.m. w dolinie Granara pomiędzy szczytami Monte Velino i Monte Viglio w łańcuchu Monte Simbruini. Znajduje się w obrębie parku krajobrazowego „Apeniny – Monti Simbruini”. Dzięki bliskości centrum sportów zimowych w Campo Staffi jest to popularny ośrodek turystyczny.
Początki Filettino pozostają nieznane, pierwsza historyczna wzmianka o nim pochodzi z początku XI wieku. Od 1297 roku wieś należała do rodu Caetani, a w roku 1602 została włączona przez papieża Klemensa VII do Kamery Apostolskiej, stając się tym samym częścią Państwa Kościelnego. Wraz z nim w 1870 roku Filettino weszło w skład zjednoczonych Włoch.
1 stycznia 2012 roku jako wyraz protestu przeciw rządowym planom oszczędnościowym, zakładającym m.in. likwidację gmin liczących mniej niż tysiąc mieszkańców, ogłoszono symboliczną niepodległość gminy jako Księstwa Filettino. Innym przejawem protestu jest emisja lokalnej waluty – fiorito.